# Galabin Bozew
Galabin Bozew (bulgarisch Гълъбин Боцев; * 27. Dezember 1987 in Sofia) ist ein bulgarischer Naturbahnrodler, der zu den international erfolgreichsten seines Landes zählt. Im Einsitzer erreichte er bisher bei allen Welt- und Europameisterschaften, an denen er teilnahm, die beste Platzierung eines Bulgaren, bis 2009/2010 auch im Einsitzer-Gesamtweltcup. Im Doppelsitzer bildet er mit verschiedenen Partner das zumeist einzige Duo Bulgariens bei internationalen Wettkämpfen.

## Karriere
Galabin Bozew nahm im Februar 2003 erstmals an internationalen Meisterschaften teil. Bei der Junioreneuropameisterschaft in Kreuth kam er als 40. im Einsitzer und als Siebenter im Doppelsitzer mit Georgi Mirtschew nur auf den vorletzten bzw. letzten Platz. Eine Woche später erzielte er bei der Weltmeisterschaft 2003 in Železniki Platz 43 im Einsitzer, kam im Doppelsitzer mit Georgi Mirtschew aber als Zwölfter nur auf den letzten Platz. Sein Weltcupdebüt gab Bozew am 18. Januar 2004 in Garmisch-Partenkirchen. Er startete zusammen mit Slatomir Sdrawkow, der auch während der nächsten beiden Jahre sein Partner war, im Doppelsitzerbewerb, erzielte aber nur den zwölften und wiederum letzten Platz. In der Saison 2003/2004 blieb dies sein einziges Weltcuprennen. Bei der Europameisterschaft 2004 in Hüttau wurde er 41. im Einsitzer, im Doppelsitzer erzielten Bozew/Sdrawkow als 16. aber erneut nur den letzten Platz. Bei der Juniorenweltmeisterschaft 2004 in Kindberg wurde er 32. im Einsitzer und Achter im Doppelsitzer.
Seit der Saison 2004/2005 startet Bozew auch im Einsitzer im Weltcup. Sein bestes Saisonresultat war der 26. Platz beim Weltcupfinale in Olang und im Gesamtweltcup wurde er 37. Im Doppelsitzer ging er mit Slatomir Sdrawkow in den letzten drei Weltcuprennen an den Start. Sie erzielten dreimal den zehnten Platz und wurden Elfte in der Gesamtwertung. Bei der Weltmeisterschaft 2005 in Latsch erzielte Bozew Rang 36 im Einsitzer und Platz elf im Doppelsitzer. Das Duo Bozew/Sdrawkow nahm zusammen mit Melissa Jones und Kaj Johnson auch als kanadisch-bulgarisches Team am Mannschaftswettbewerb teil. Sie kamen allerdings nur auf den zehnten und letzten Platz. An der Junioreneuropameisterschaft 2005 in Kandalakscha hatte Bozew, wie auch alle anderen Bulgaren, nicht teilgenommen. In der Saison 2005/2006 startete Bozew nur in den ersten drei Weltcuprennen. An den Rennen im kanadischen Grande Prairie und dem Saisonfinale in Oberperfuss nahm er so wie die gesamte bulgarische Mannschaft nicht teil. Im Einsitzer war sein bestes Saisonergebnis ein 25. Platz in Olang, im Gesamtweltcup wurde er 35. Im Doppelsitzer erzielten Bozew/Sdrawkow in ihrer letzten gemeinsamen Saison einen elften und zwei neunte Plätze, womit sie im Gesamtklassement den neunten Platz erreichten. Bei der Europameisterschaft 2006 in Umhausen wurde er 31. im Einsitzer und Zwölfter im Doppelsitzer, bei der Juniorenweltmeisterschaft in Garmisch-Partenkirchen erzielte er Platz 20 im Einsitzer. Im Doppelsitzer war er mit Petar Sawow gestartet, sie kamen aber nicht ins Ziel.
In der Saison 2006/2007 bestritt Bozew zunächst mit Yanislaw Urumow ein Doppelsitzerrennen (13. Platz in Longiarü) und startete ab der zweiten Saisonhälfte mit Tschawdar Arsow. Ihr bestes Saisonergebnis war ein zehnter Platz in Umhausen. Auch in der Saison 2007/2008 bildeten Galabin Bozew und Tschawdar Arsow ein Doppelsitzerpaar. Sie fuhren in vier der sechs Weltcuprennen unter die schnellsten zehn und erreichten Platz acht im Gesamtweltcup. Im Einsitzer konnte Bozew während der Saison 2006/2007 seine Resultate kontinuierlich verbessern. Während er in der ersten Saisonhälfte zweimal auf Platz 28 fuhr, kam er beim Saisonfinale in Moos in Passeier bereits auf Rang 21, womit er 25. im Gesamtweltcup wurde. In der Saison 2007/2008 verpasste er sein erstes Top-20-Ergebnis oftmals nur knapp. Seine besten Resultate waren der 21. Rang in Železniki sowie drei 22. Plätze, womit er im Gesamtweltcup als 22. sein bisher bestes Resultat erreichte. Bei der Weltmeisterschaft 2007 in Grande Prairie war Bozew der einzige bulgarische Teilnehmer. Folglich startete er auch nur im Einsitzer und belegte Platz 27. Bei der eine Woche später stattfindenden Junioreneuropameisterschaft in St. Sebastian wurde er 20. im Einsitzer und zusammen mit Stefan Rajkow Zehnter im Doppelsitzer.
In der Saison 2008/2009 startete Galabin Bozew nur in einem Weltcuprennen. Gemeinsam mit Tschawdar Arsow nahm er am Doppelsitzerbewerb in Deutschnofen teil, fiel aber im zweiten Wertungsdurchgang aus. Bei der Weltmeisterschaft 2009 in Moos in Passeier wurde er als jeweils Letzter 13. im Doppelsitzer und Zehnter im Mannschaftswettbewerb. Im Einsitzer startete er nicht. Nachdem er zu Beginn der Saison 2009/2010 die ersten beiden Rennen in Nowouralsk ausgelassen hatte, war er in den restlichen vier Weltcuprennen wieder am Start. Im Einsitzer fuhr er jedes Mal unter die schnellsten 25 und erzielte mit Platz 21 zu Saisonende in Garmisch-Partenkirchen sein bestes Ergebnis, womit er 28. im Gesamtweltcup wurde. Im Doppelsitzer startete er in diesem Winter mit Petar Sawow, mit dem er bereits an der Junioren-WM 2006 teilgenommen hatte. Gemeinsam erzielten sie einen zehnten und drei elfte Plätze und damit Rang elf im Gesamtklassement. Bei der Europameisterschaft 2010 in St. Sebastian wurde Bozew 27. im Einsitzer und mit Sawow Elfter im Doppelsitzer. Im Mannschaftsbewerb kam er wie schon im Vorjahr bei der WM nur auf den zehnten und letzten Platz.
Im dritten Weltcuprennen der Saison 2010/2011 in Gsies – dem ersten, an dem er in diesem Winter teilnahm – erreichte Bozew mit dem 17. Platz sein erstes Top-20-Ergebnis in einem Einsitzer-Weltcuprennen. Dasselbe Resultat erzielte er eine Woche später in Kindberg. An weiteren Einsitzer-Weltcuprennen nahm er in der Saison 2010/2011 nicht teil; im Gesamtweltcup belegte er Rang 31. Im Doppelsitzer erzielte er gemeinsam mit Petar Sawow in Gsies den elften Platz, in Kindberg fiel das Duo jedoch im ersten Durchgang aus. Bei der Weltmeisterschaft 2011 in Umhausen belegte Bozew im Einsitzer den 20. Platz und damit sein bisher bestes Einsitzer-Ergebnis bei internationalen Titelkämpfen. Im Doppelsitzer mit Petar Sawow sowie im Mannschaftswettbewerb mit Sawow und Irma Karišik aus Bosnien und Herzegowina kam er nur auf den letzten Platz. In der Saison 2011/2012 nahm Bozew nur an den ersten drei Weltcuprennen teil. Er fuhr im Einsitzer einmal unter die schnellsten 20 (19. Platz in Železniki) und war mit dem 29. Gesamtrang erneut bester Bulgare, während er im Doppelsitzer mit Galabin Bozew knapp hinter den Top 10 blieb. An der Europameisterschaft 2012 in Nowouralsk nahm er wie das gesamte bulgarische Team nicht teil.

## Sportliche Erfolge

### Weltmeisterschaften
- Železniki 2003: 43. Einsitzer, 12. Doppelsitzer (mit Georgi Mirtschew)
- Latsch 2005: 36. Einsitzer, 11. Doppelsitzer (mit Slatomir Sdrawkow), 10. Mannschaft
- Grande Prairie 2007: 27. Einsitzer
- Moos in Passeier 2009: 13. Doppelsitzer (mit Tschawdar Arsow), 10. Mannschaft
- Umhausen 2011: 20. Einsitzer, 11. Doppelsitzer (mit Petar Sawow), 9. Mannschaft

### Europameisterschaften
- Hüttau 2004: 41. Einsitzer, 16. Doppelsitzer (mit Slatomir Sdrawkow)
- Umhausen 2006: 31. Einsitzer, 12. Doppelsitzer (mit Slatomir Sdrawkow)
- Olang 2008: 24. Einsitzer, 13. Doppelsitzer (mit Tschawdar Arsow)
- St. Sebastian 2010: 27. Einsitzer, 11. Doppelsitzer (mit Petar Sawow), 10. Mannschaft

### Juniorenweltmeisterschaften
- Kindberg 2004: 32. Einsitzer, 8. Doppelsitzer (mit Slatomir Sdrawkow)
- Garmisch-Partenkirchen 2006: 20. Einsitzer

### Junioreneuropameisterschaften
- Kreuth 2003: 40. Einsitzer, 7. Doppelsitzer (mit Georgi Mirtschew)
- St. Sebastian 2007: 20. Einsitzer, 10. Doppelsitzer (mit Stefan Rajkow)

### Weltcup
- Zweimal unter den besten zehn im Doppelsitzer-Gesamtweltcup
- Viermal unter den besten 30 im Einsitzer-Gesamtweltcup
- 11 Top-10-Platzierungen im Doppelsitzer
- 3 Top-20-Platzierungen im Einsitzer